# Stanislav Horník
Stanislav Horník (27. srpna 1928 Radkov  – 30. května 2010) byl český vysokoškolský pedagog a proděkan Pedagogické fakulty Masarykovy univerzity. Zaměřoval se na fyzickou geografii a vyučování zeměpisu.

## Život

### Vzdělání
Vystudoval magisterské studium v oborech Biologie a Geografie na Přírodovědecké fakultě Masarykovy univerzity. Profesorem byl jmenován v roce 1990 prezidentem republiky Václavem Havlem v oboru fyzická geografie. 
Na Karlově univerzitě získal v roce 1992 vědeckou hodnost doktor geografických věd po úspěšné obhajobě disertační práce na téma Biogeografická diferenciace krajiny.
Po absolvování magisterského studia vyučoval za základní a střední škole. V roce 1964 nastoupil na katedru geografie Pedagogické fakulty Masarykovy univerzity a působil zde až do odchodu do důchodu v roce 2001.
V letech 1976–1992 vedl na pedagogické fakultě katedru geografie a současně zastával funkci proděkana.

### Dílo
Zaměřoval se na problematiku fyzické geografie, biogeografie a vyučování zeměpisu. Napsal dvě vysokoškolské učebnice fyzické geografie a desítky článku a odborných statí. Byl vedoucím diplomových prací, školitelem vědeckých aspirantů, předsedou rigorózní komise pro získání doktorátu z teorie vyučování zeměpisu a předsedou komise pro obhajobu kandidátských prací.